# Лисковський район
Лисковський район (рос. район) — адміністративно-територіальна одиниця (район) та муніципальне утворення (муніципальний район) у східній частині Нижньогородської області Росії.
Адміністративний центр — місто Лисково.

## Історія
Район було утворено 1929 року.

## Населення
| 1939    | 1959    | 1970    | 1979    | 1989    | 2002    | 2008    |
| ------- | ------- | ------- | ------- | ------- | ------- | ------- |
| 73 807  | ↘66 883 | ↘56 715 | ↘50 258 | ↘46 895 | ↘43 755 | ↘41 270 |
| 2009    | 2010    | 2011    | 2012    | 2013    | 2014    | 2015    |
| ↘40 839 | ↘39 964 | ↘39 854 | ↘39 826 | ↘39 537 | ↘39 381 | ↘38 983 |
| 2016    | 2017    |         |         |         |         |         |
| ↘38 624 | ↘38 348 |         |         |         |         |         |